# Чернявская, Елизавета Александровна
Елизавета Александровна Чернявская (23 августа 1904 — 19 августа 2005) ― советский и российский художник. Заслуженный художник Российской Федерации (1996). Почётный гражданин города Малоярославец (1995).

## Биография
Родилась 23 августа 1904 года в Фергане. В Фергане завершила обучение в гимназии, увлекалась музыкой, проявляла способности в рисовании. В 1920-е годы Елизавета Александровна переезжает в Москву. По рекомендации М. В. Нестерова с 1925 по 1927 годы она занимается изобразительным искусством в мастерской П. Д. Корина. В 1927 году покидает страну и уезжает в Австрию, где успешно поступает в Венскую Академию художеств, которую заканчивает в 1943 году, получив специальность «академический художник». Работы Чернявской экспонировались на выставках в Вене, получили мировое признание. Её произведения, созданные в венский период творчества, утрачены.
В 1945 году, после освобождения Вены советскими войсками, Елизавета Чернявская подверглась репрессиям со стороны Советского руководства. Была осуждена и направлена в лагеря Потьмы в Мордовию на 10 лет. Находясь в местах изоляции она продолжала работать и совершенствовать своё мастерство. В 1955 году, после отбытия наказания, Чернявская была сослана в Красноярский край, где трудилась в педагогическом институте в качестве старшего лаборанта-художника. Только в 1959 году она возвратилась в Москву.
Репрессированная, она не смогла долго проживать в столице и вынуждена была в 1960 году переехать в Малоярославец. В 1968 году стала членом Союза художников СССР. Персональный показ работ Чернявской постоянно проходил в городах Малоярославце и Обнинске.
Её работы опубликованы в сборнике «Русский натюрморт», который был издан в Венгрии, в журнале «Художник» и других изданиях. С 1992 активно способствовала открытию в Малоярославце картинной галереи, которая с 2002 года стала носить имя художницы.
В 1995 году по предложению местной общественности становится Почётным гражданином города Малоярославца. В 1996 году Указом Президента Российской Федерации была удостоена звания «Заслуженный художник России».
Её произведения находятся в Калужском художественном музее, картинной галерее г. Малоярославца, музее истории города Обнинска, в музеях города Красноярска.
Проживала и работала в городе Малоярославец Калужской области. Умерла 19 августа 2005 года.

## Награды и звания
- Заслуженный художник Российской Федерации (1996)
- Почётный гражданин города Малоярославец Калужской области (1995).